# Alois Jiří Amort
Alois Amort, křtěný Alois Jiří (20. srpna 1842 Beroun - 23. ledna 1912 Uherské Hradiště), byl český sochař, štukatér a pedagog.

## Život
Alois Amort pocházel z italského uměleckého rodu, který přišel do Čech na sklonku 17. století. Narodil se v Berouně v rodině malíře Františka Amorta a jeho ženy Magdaleny rodem Drdové rovněž z Berouna. Alois vyrůstal v umělecky založené rodině spolu se šesti sourozenci, Antonínem (*1832), Karlem (*1833), Marií (*1836), †Janem (*1837), Janem (*1839) a nejmladším bratrem Vilímem (*1853). Ve svém rodišti absolvoval školní docházku a poté odešel do Prahy, kde byl žákem pražského sochaře italského původu G. B. Pellerginiho. Později odešel do Domažlic, kde zhotovil několik náhrobních pomníků na starých hřbitovech - u sv. Jana a U Svatých. Alois Amort se zde dvakrát oženil, poprvé roku 1867 s Barborou Holubovou a podruhé v roce 1875 s Eliškou, dcerou voskařského mistra Josefa Kratochvíle.
Z obou manželství měl 16 dětí, z nichž dva synové se stali rovněž sochaři. Nejznámějši byli Václav a Vlastimil.
Zemřel náhle koncem ledna roku 1912 v Uherském Hradišti, příčinou jeho úmrtí byl plicní edém. Následně byl pohřben na hřbitově v Mařaticích.